# Mutar (Marvel Comics)
En el universo de Marvel Comics, el término mutar se refiere a los humanos que se convirtieron en superhumanos, a diferencia de los mutantes, inhumanos y otras sub-razas de la humanidad cuyas características sobrehumanas se heredan genéticamente al nacer.

## Historia
Mutar es un término usado en Marvel Comics para referirse a los superhumanos que adquirieron sus superpoderes mediante la exposición a algún compuesto o energía mutagénica (ya sea accidental o deliberadamente). A diferencia de los mutantes de Marvel, los mutados requieren estímulos externos para adquirir sus poderes, ya que los mutados no nacen con el potencial de manifestar poderes. Dentro del universo de la Tierra X, los poderes y habilidades de los mutados y mutantes de la Tierra son el resultado directo de las manipulaciones genéticas de los Celestiales en el pasado lejano de la humanidad, quienes colocaron genes latentes dentro de una sección transversal de la humanidad, y los Deviant activos y Eternos genes en otras secciones.
- La mayoría de los personajes más populares y conocidos de Marvel, como Hulk, Spider-Man, Daredevil y los Cuatro Fantásticos obtuvieron sus poderes después de la exposición a la radiación.
- El primer grupo llamado explícitamente mutados fueron los Mutados de la Tierra Salvaje; un grupo de humanos nativos de la Tierra Salvaje que fueron alterados genéticamente utilizando tecnología creada por Magneto.
- Los mutados de Wakanda fueron creados por la exposición prolongada al Gran Montículo de Vibranium.
- Algunos mutados fueron alterados por la exposición a Universal Wellspring, como Fuego de Medianoche, Speed Demon, Joystick y miembros del Círculo Plegable.
- Algunos, como las Grapplers, fueron mutados por Mediador de Poder, Inc.
- Algunos humanos han sido alterados por la exposición a la Niebla Terrigena. La terrigénesis fue utilizada previamente por la raza inhumana.
- Deadpool encaja en esta categoría cuando obtuvo su factor de curación de la alteración genética del programa Arma-X (derivado de Wolverine).
- En la nación isleña de Genosha, los mutantes que fueron descubiertos por el gobierno a menudo fueron modificados genéticamente por el Genegineer para convertirlos en esclavos casi sin sentido conocidos como mutados. Estos mutados de Genoshan se sellaron permanentemente en "trajes de piel" que reciclaron los desechos corporales en nutrición y evitaron el contacto sexual, y cuando no funcionaban, se guardaban en un campo de concentración fuera del alcance del público. Aunque estos "mutados" comenzaron como mutantes, se consideran mutados debido a la alteración externa de sus habilidades; por ejemplo, el potencial genético de la mutada Jennifer Ransome era para la curación, pero el Genegineer alteró su capacidad para crecer en tamaño y fuerza.
- Algunos otros superhéroes famosos de Marvel también se incluyen a veces en la categoría "mutar", por ejemplo, Ant-Man / Giant Man (mutado de forma permanente por la absorción prolongada de "partículas Pym") y Capitán América (alterado por el suero super-soldado, los resultados de los cuales a veces se han atribuido a la alteración genética, y en otras líneas evolutivas han sido descritos como un simbiótico prion - como sustancia u organismo replicarse en cada célula de su cuerpo.[1])
- En el día posterior al día M, Forja creó un equipo de "Nuevos mutantes" mediante la vinculación artificial de los genes X en funcionamiento con los cromosomas de los sujetos de prueba. Los efectos secundarios incluyeron un notable deterioro de las capacidades cognitivas de los sujetos de prueba.[2]
- Algunos mutantes también son mutados, como Beast y Sunfire.
- Las mutaciones difieren de las personas "normales" en la forma en que sus cuerpos responden a la influencia mutagénica. Mientras que la mayoría de las personas morirían por la radiación gamma (The Incredible Hulk # 296), las personas como Hulk y la Abominación se transformarán en su lugar. Las excepciones ocurren en formas más controladas, como la ingeniería genética.

## Humanos no mutados
- El término "mutar" también ha sido usado por los Deviants para referirse a aquellos de su raza que se consideran demasiado severamente deformados o que no se consideran genéticamente adecuados para la reproducción. Estos Deviant Mutados a menudo son condenados a luchar a muerte en los campos de gladiadores por la diversión de la población de Deviant.